# Equació de setè grau

Gràfica d'un polinomi de grau 7, amb 6 punts crítics

En matemàtiques, una equació de setè grau és l'equació de la forma
| {\displaystyle ax^{7}+bx^{6}+cx^{5}+dx^{4}+ex^{3}+fx^{2}+gx+h=0\;,\quad a\neq 0} |

Una funció de setè grau és una funció de la forma
{\displaystyle y(x)=ax^{7}+bx^{6}+cx^{5}+dx^{4}+ex^{3}+fx^{2}+gx+h\,}
on a ≠ 0.
Els coeficients a, b, c, d, e, f, g, h poden ser tant nombres enters, nombres racionals, nombres reals, nombres complexos o, més generalment, els membres de qualsevol conjunt.
A causa que tenen un grau senar, les gràfiques de les funcions de setè grau semblen similars a les de tercer o cinquè grau, excepte que poden posseir mínims locals i màxims locals addicionals (fins a tres màxims i tres mínims).
La derivada d'una funció de setè grau és una funció de sisè grau.

## Solucions
Algunes equacions de setè grau es poden resoldre per factorització en radicals, però d'altres no es poden resoldre d'aquesta forma. Évariste Galois va desenvolupar tècniques per determinar si una equació donada podria ser resolta pels radicals, el que va donar lloc al camp de la teoria de Galois. Per mostrar un exemple d'una equació de setè grau irreductible però solucionable, es pot generalitzar la fórmula de De Moivre per a les equacions de cinquè grau i obtenir,
{\displaystyle x^{7}+7ax^{5}+14a^{2}x^{3}+7a^{3}x+b=0\,},
on l'equació auxiliar és
{\displaystyle y^{2}+by-a^{7}=0\,}.
Això vol dir que l'equació de setè grau s'obté mitjançant l'eliminació de u i v entre
{\displaystyle x=u+v}, {\displaystyle uv+a=0} i {\displaystyle u^{7}+v^{7}+b=0}.
En conseqüència, les set arrels de l'equació són donades per
{\displaystyle x_{k}=\omega _{k}{\sqrt[{7}]{y_{1}}}+\omega _{k}^{6}{\sqrt[{7}]{y_{2}}}}
on ωk és qualsevol de les set arrels de la unitat. El grup de Galois d'aquesta equació és el grup resoluble màxim d'ordre 42. Això és fàcilment generalitzable a qualsevol altre grau k, no necessàriament primer.
Una altra família solucionable és,
{\displaystyle x^{7}-2x^{6}+(a+1)x^{5}+(a-1)x^{4}-ax^{3}-(a+5)x^{2}-6x-4=0\,}
els membres del qual apareixen a la Base de dades camps numèrics de Kluner. El seu discriminant és,
{\displaystyle d=-4^{4}(4a^{3}+99a^{2}-34a+467)^{3}\,}
Vegeu que d = −467 té nombre de classe h (d) = 7. El grup de Galois d'aquestes equacions és el grup diedral d'ordre 14.
L'equació de setè grau general pot ser resolt amb grups de Galois alternants o simètrics A₇ o S₇. Aquestes equacions requereixen funcions hiperelíptiques associades i les funcions theta de gènere 3 per la seva solució. No obstant això, aquestes equacions no van ser estudiades específicament pels matemàtics del segle xix que estudien les solucions de les equacions algebraiques, pel fet que les solucions de les equacions de sisè grau ja estaven al límit de les seves capacitats de computació sense ordinadors.
Les equacions de setè grau són les equacions d'ordre més baix per a les que no és obvi que les seves solucions es poden obtenir mitjançant la superposició de funcions contínues de dues variables. El problema 13 de Hilbert era la conjectura que això no era possible en el cas general d'equacions de setè grau. Vladímir Arnold va resoldre això el 1957, el que va demostrar que això sempre és possible. No obstant això, Arnold considerava que el genuí problema de Hilbert consistia en si les solucions d'aquestes equacions es poden obtenir mitjançant la superposició algebraica de funcions de dues variables (el problema segueix estant obert).

## Grups de Galois

Pla de Fano

- Les equacions de setè grau solubles per radicals tenen un grup de Galois que és ja sigui el grup cíclic d'ordre 7, o el grup dièdric d'ordre 14 o un grup metacíclic d'ordre 21 o 42.
- El grup de Galois L (3, 2) (d'ordre 168) està format per les permutacions dels 7 vèrtexs etiquetats que conserven les 7 «línies» en el pla de Fano. Les equacions de setè grau amb aquest grup de Galois L (3, 2) requereixen funcions el·líptiques però no funcions hiperelíptiques per a la seva solució.[1]
- Altrament, el grup de Galois d'una funció de setè grau és ja sigui el grup alternant d'ordre 2520 o el grup simètric d'ordre 5040.

## Equació de setè grau per a l'àrea quadrada d'un pentàgon o un hexàgon cíclic
El quadrat de la superfície d'un pentàgon cíclic és una arrel d'una equació de setè grau, els coeficients de la qual són funcions simètriques dels costats del pentàgon. El mateix és veritat per al quadrat de la superfície d'un hexàgon cíclic.